# Crocna, Arad
Crocna este un sat în comuna Dieci din județul Arad, Crișana, România.

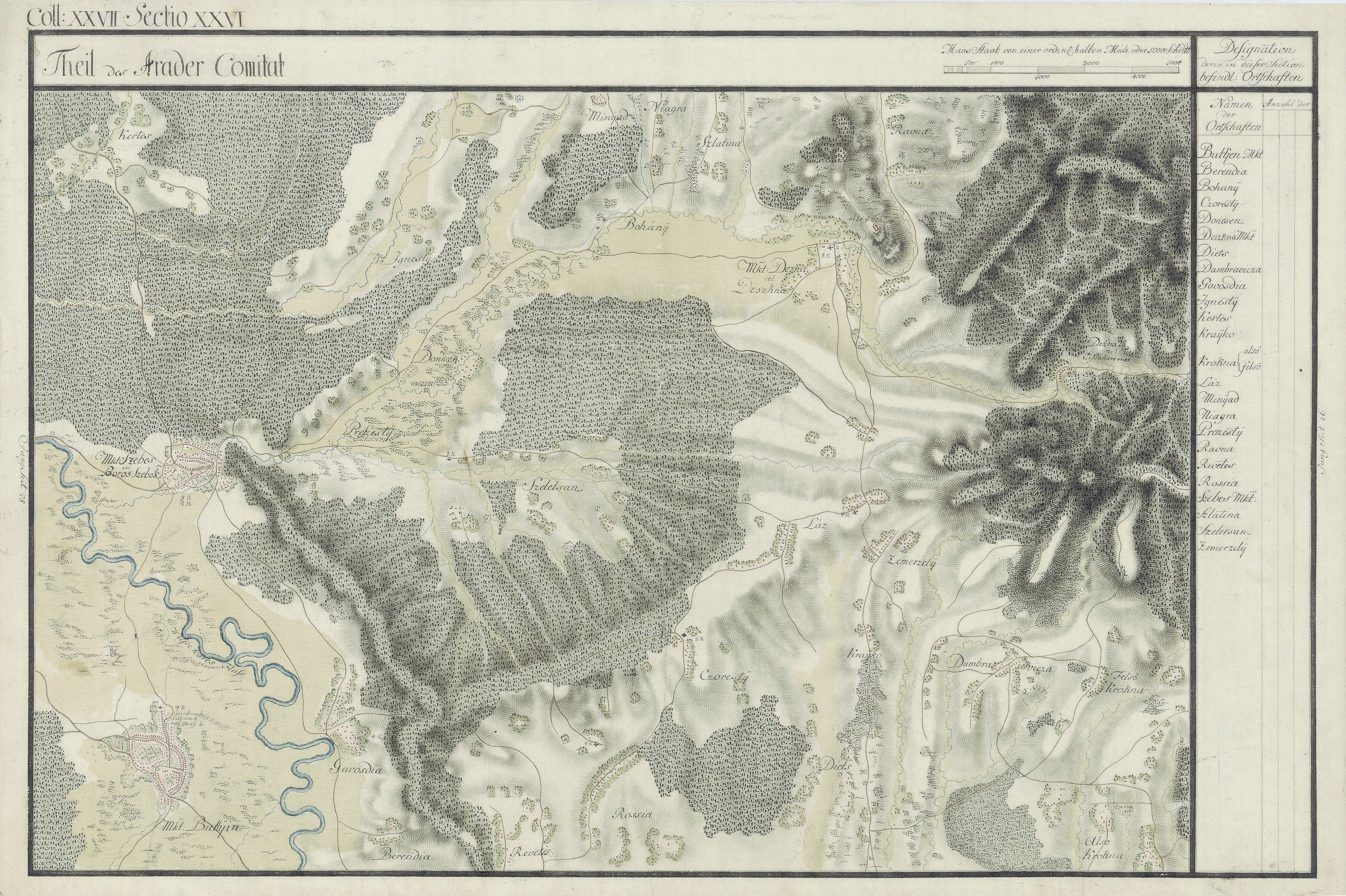
Crocna în Harta Iosefină a Comitatului Arad, 1782-85